# Metropolitankathedrale von Santiago de Chile

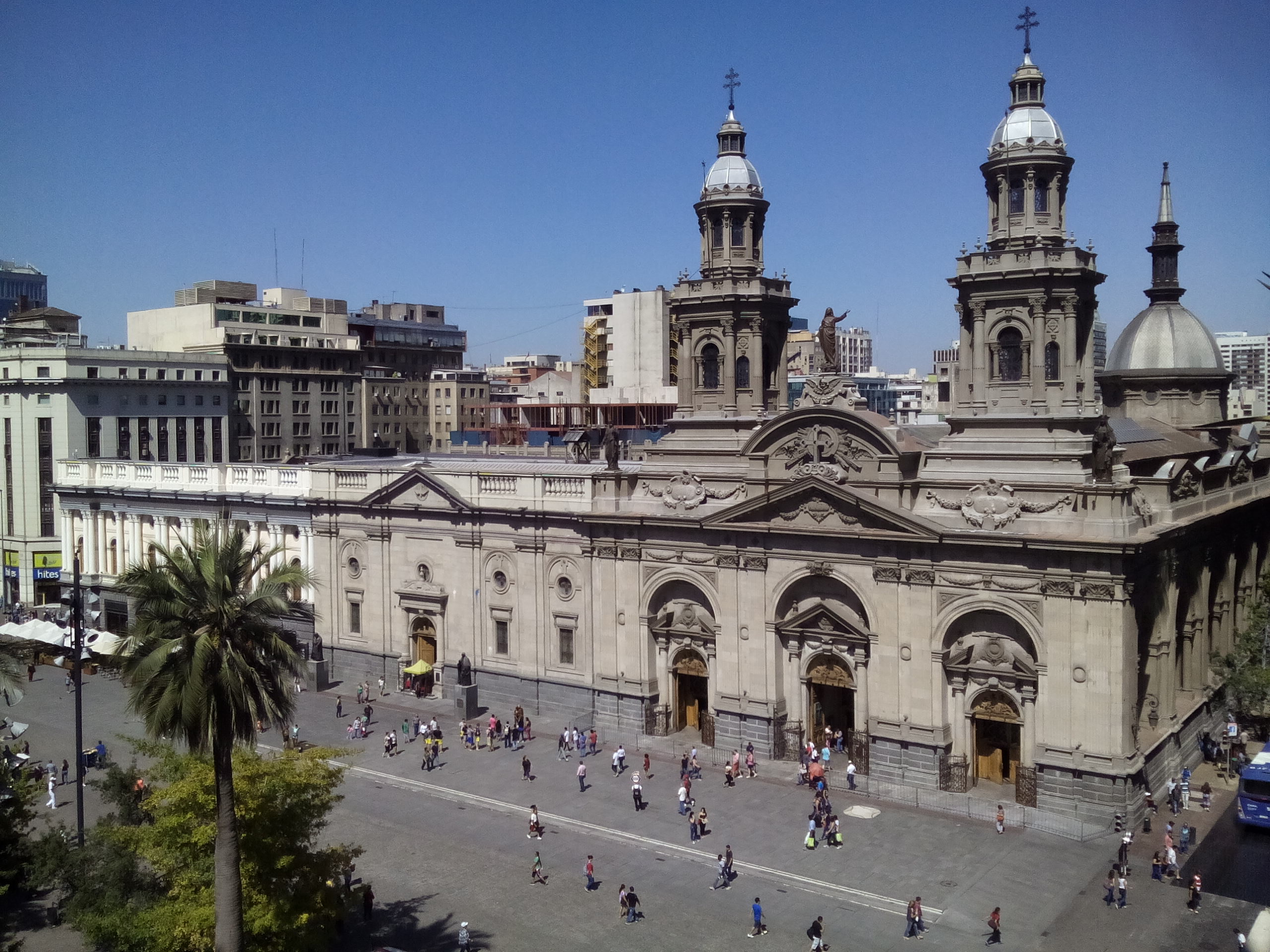
Die Metropolitankathedrale von Santiago im 2017

Die Metropolitankathedrale von Santiago (span. Catedral Metropolitana de Santiago) ist die römisch-katholische Kirche von größter hierarchischer Bedeutung in Chile, da sie die Hauptkirche der Erzbistums Santiago ist. Die Kathedrale ist Teil eines architektonischen Komplexes vor der Plaza de Armas, der auch aus dem erzbischöflichen Palast (span. Palacio Arzobispal) und der Kapelle des Tabernakels (Capilla de El Sagrario) besteht und 1975 zum Nationaldenkmal Chiles erklärt wurde.

## Geschichte
Der Standort der Jakobuskirche stammt aus der Zeit der Gründung der Stadt Santiago 1541 durch den spanischen Konquistador Pedro de Valdivia, der den Bau einer katholischen Kirche auf den Ruinen eines alten Inkatempels an der nordöstlichen Seite der Plaza de Armas (Hauptplatz) anordnete, dem neuralgischen Punkt der neu errichteten Stadt. Santiago wurde auf einem alten Tambo des Inkareichs gegründet. Die erste Kirche war klein, wahrscheinlich wie eine Kapelle, aus leichten Materialien wie Stroh und Lehm gebaut. Ein zweiter Tempel mit Domcharakter wurde zwischen 1566 und 1600 erbaut, jedoch zerstörten zwei Erdbeben, die die Stadt 1647 und bzw. 1657 stark beeinträchtigten, auch die Kirche bis auf das Mittelschiff, sodass sie mehrmals umgebaut werden musste. Das Erdbeben von Valparaíso im 1730 verschlechterte erneut die Infrastruktur der Kathedrale, so dass der damalige Bischof Juan González Melgarejo den Wiederaufbau eines weiteren Tempels in Betracht zog, der den seismischen Aktivitäten des Landes besser standhalten würde.
Die ersten Pläne für den Bau des endgültigen Doms wurden von Peter Vogl und Johannes Hagen, zwei Jesuiten bayerischer Herkunft mit Architekturkenntnissen, in Auftrag gegeben, die diese Pläne zur königlichen Genehmigung nach Spanien schickten, die 1753 von König Ferdinand VI. angenommen wurde. Später wurde der Bau von Matías Vásquez de Acuña und Francisco Antonio de Barros geleitet, wobei letzterer durch den italienischen Architekten Gioacchino Toesca ersetzt wurde. Mit der Grundsteinlegung am 1. Juli 1748 hatten die Bauarbeiten jedoch bereits begonnen. Ein Brand am 22. Dezember 1769 verursachte jedoch am Dom große Bauschäden, für die er repariert und wieder aufgebaut werden musste seine Fassade vom Architekten Toesca, der rund 20 Jahre an diesem Prozess gearbeitet hat. Die Arbeiten wurden nach der Unabhängigkeit Chiles vom spanischen Kolonialreich fortgesetzt und waren 1830 fast abgeschlossen. 1840 erhob Papst Gregor XVI. die Kathedrale durch die Ernennung des ersten Erzbischofs von Santiago zur Metropolitankathedrale.
Seit 1811 findet jedes Jahr am 18. September das Te Deum in der Kathedrale zum Gedenken an den Jahrestag der Unabhängigkeit des Landes statt. Seit 1971 hat die Feier einen ökumenischen Charakter, wobei die katholische Kirche Gastgeber ist, aber mit der Präsenz verschiedener christlicher Konfessionen in Chile, wie der evangelischen, protestantischen und orthodoxen Kirche.

## Architektur

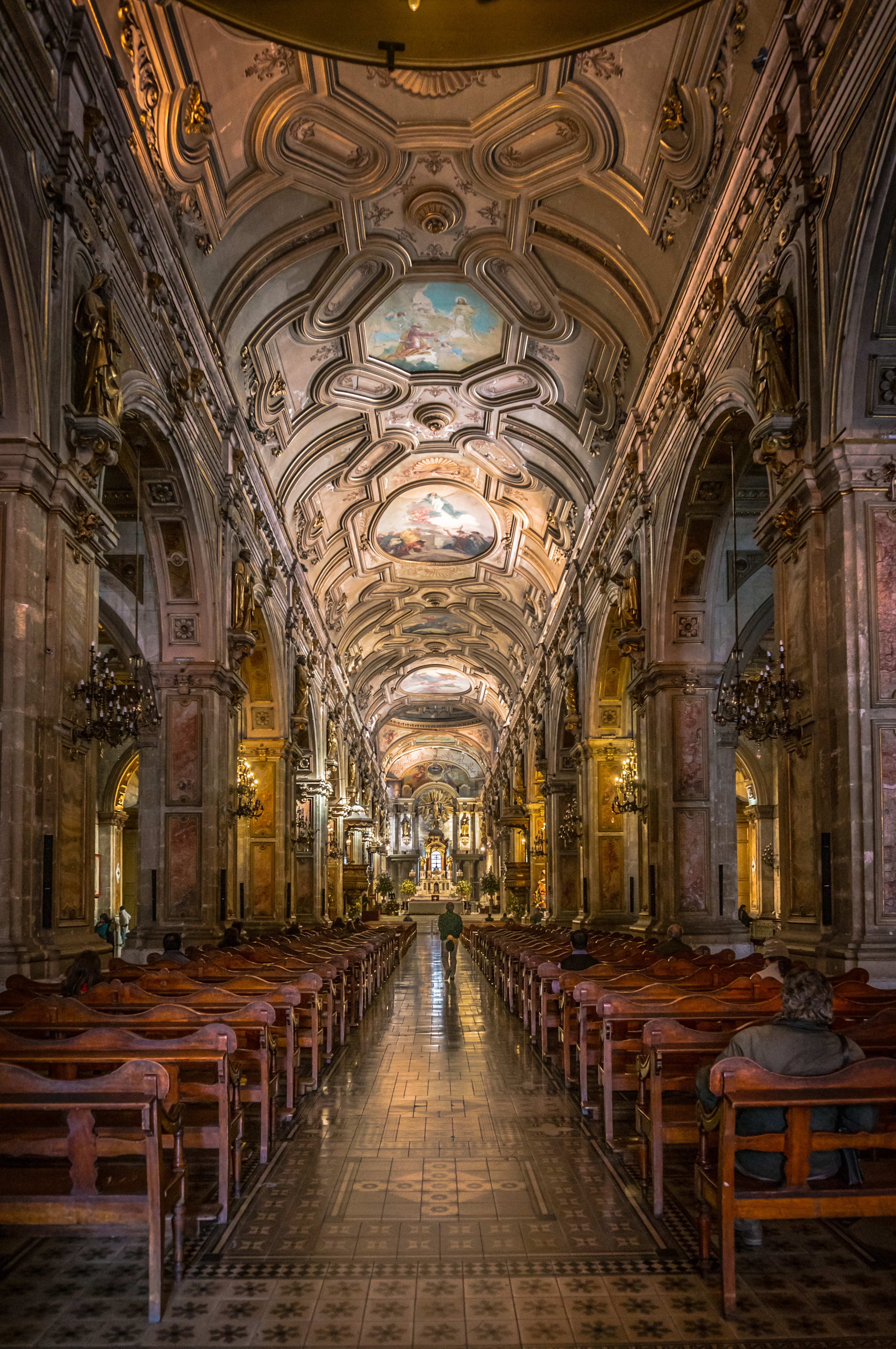
Mittelschiff der Kathedrale

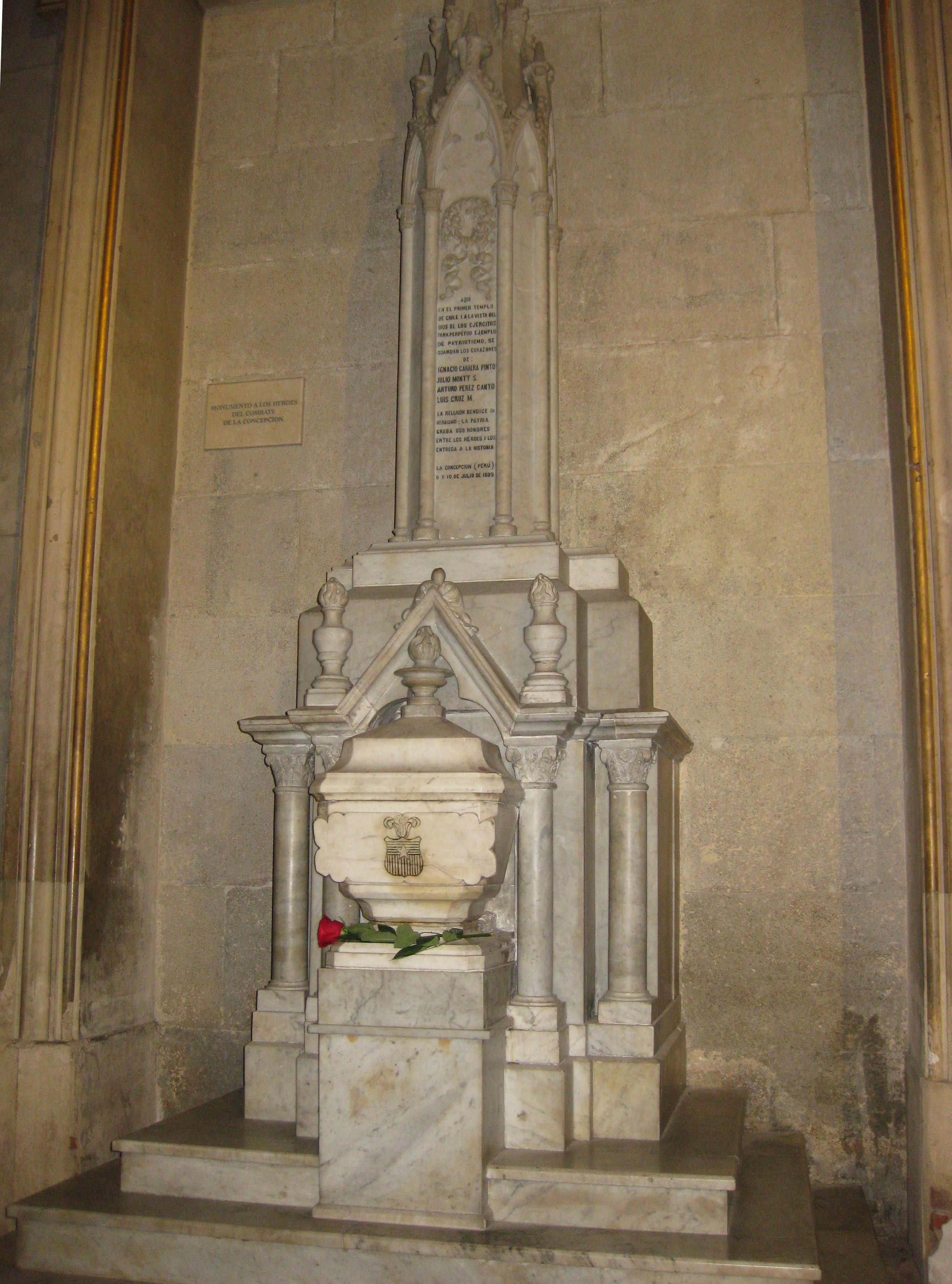
Marmordenkmal mit den Herzen der im Salpeterkrieg gefallenen Offiziere

Der Bau der heutigen Kathedrale begann 1780 und wurde vom italienischen Architekten Gioacchino Toesca entworfen, der den klassizistischen Stil wählte, der die meisten seiner architektonischen Werke in der chilenischen Hauptstadt prägt. 1909 wurden der Fassade zwei Türme hinzugefügt, die die Glockentürme der Kathedrale sind. Derzeit beherbergt jeder Turm drei Glocken, also insgesamt sechs. Die Hauptglocke wurde 1899 in Santiago gegossen.

### Mittelschiff
Im Hauptaltar befindet sich als Hauptelement ein Ziborium, das in München 1912 gebaut wurde, vor dem bis zum Zweiten Vatikanischen Konzil (1965) Messen gefeiert wurden.

### Rechtes Kirchenschiff
In diesem Kirchenschiff befinden sich die Gräber der ersten Bischöfe der Stadt sowie einiger prominenter Persönlichkeiten und Anhänger des katholischen Glaubens, die während der Kolonialzeit und in den ersten Jahren der nationalen Unabhängigkeit wichtige Beiträge zur römisch-katholischen Kirche in Chile geleistet haben. Neben der Eingangstür befindet sich ein Marmordenkmal mit den Herzen der Militäroffiziere, die im Kampf von La Concepción während des Salpeterkrieges getötet wurden. Außerdem gibt es ein Denkmal für die Carrera-Geschwister (José Miguel, Juan José, Javiera und Luis Carrera), die als Helden der Unabhängigkeit Chiles gelten. Zusätzlich stehen acht Altäre an der Seite des Kirchenschiffs:
- St. Franz von Paola
- St. Franz von Sales, aus weißem, schwarzem und grünem Marmor
- St. Alberto Hurtado
- Heilige Teresa de Los Andes, mit Reliquien der Heiligen
- Verklärung des Herrn, mit einer Kopie des gleichnamigen Gemäldes von Raffael
- Unsere Liebe Frau auf dem Berge Karmel, mit einem Gemälde der Jungfrau, die dem Karmeliter Simon Stock das Skapulier überreicht (Werk von Jacques Pillard, 1864 in Rom angefertigt)
- Altar unseres Herrn Jesus Christus, wo die Reliquien des Heiligen Macrinus (oder Macrobius), Märtyrer der frühen Kirche, aufbewahrt werden

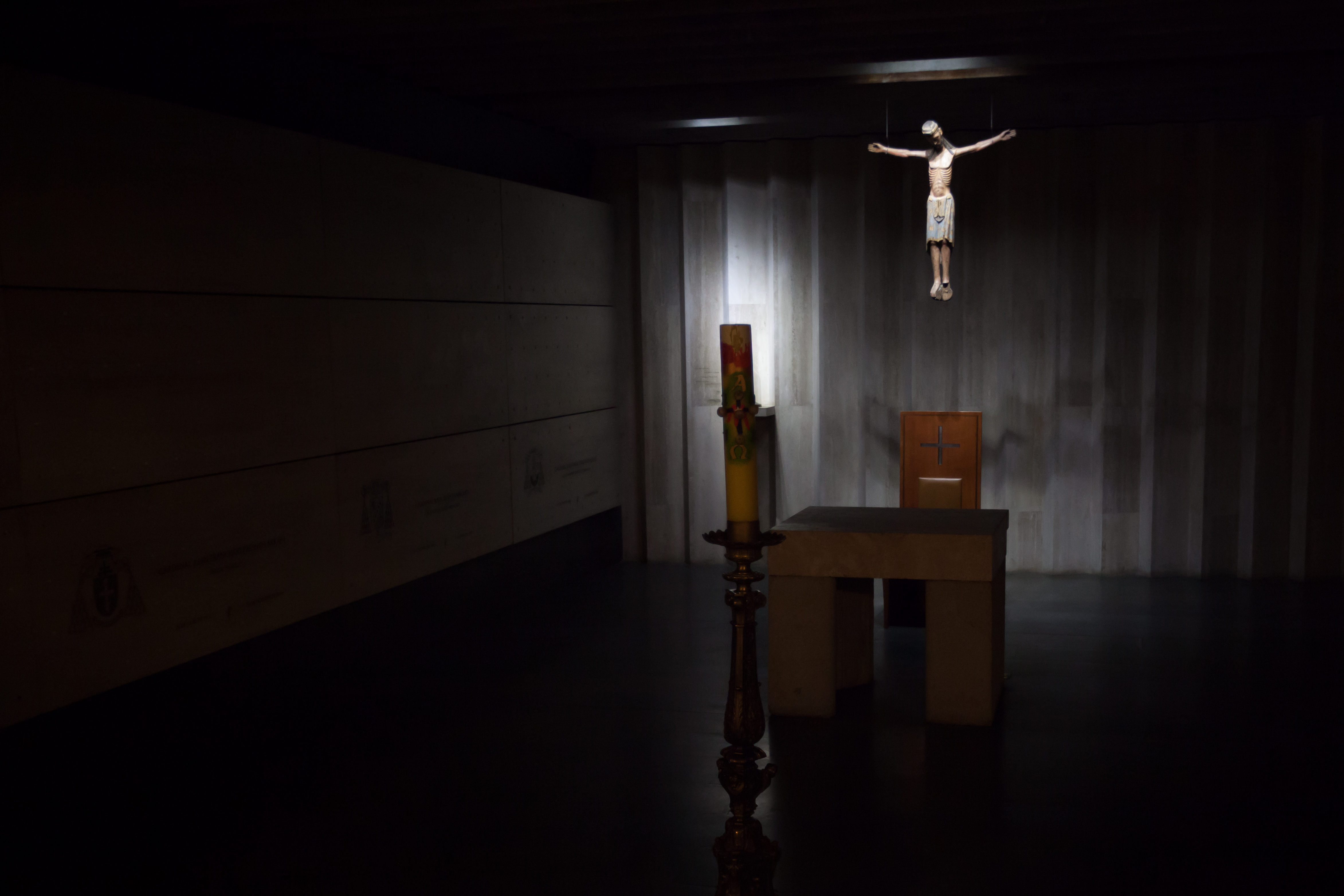
Die erzbischöfliche Krypta

- Heiliger Petrus

### Linkes Kirchenschiff
Es gibt sechs Altäre in diesem Kirchenschiff, die gewidmet sind:
- Apostel Jakobus der Ältere, Schutzpatron der Stadt, mit seiner Statue und begleitet vom Wappen der Stadt und dem Wappen Spaniens.
- Erzengel Michael.
- Traurige Mutter, mit einer Kopie der verehrten Skulptur in der Basilika Santa Maria Maggiore in Rom.
- Nuestra Señora del Tránsito, mit einer Kopie eines Gemäldes von Tizian und einem geschnitzten Bild der Unserer Lieben Frau auf dem Pfeiler.
- Heiliger Josef von Nazaret.
- Gekreuzigter Christus mit einer polychromen Holzskulptur, die der Überlieferung nach von König Philipp II. von Spanien gestiftet wurde.

Außerdem befindet sich auf dieser Seite die Sakristei der Kathedrale mit einer Reihe von Ornamenten und sakralen Gegenständen im barocken, neoklassizistischen und spanischen Kolonialstil.

### Die erzbischöfliche Krypta
Unter dem Chor befindet sich die erzbischöfliche Krypta, in der alle Erzbischöfe von Santiago begraben sind. Außerdem gibt es die Gräber der chilenischen Politiker Diego Portales Palazuelos und José Tomás Ovalle.